# Săedinenie, Burgas
Săedinenie (în bulgară Съединение) este un sat în comuna Sungurlare, regiunea Burgas,  Bulgaria. 

## Demografie
Componența etnică a satului Săedinenie
     Turci (63,94%)
     Bulgari (26,04%)
     Nicio identificare (10%)
     Altele (0,29%)
La recensământul din 2011, populația satului Săedinenie era de 1.029 locuitori. Din punct de vedere etnic, majoritatea locuitorilor (63,94%) erau turci, cu o minoritate de bulgari (26,04%). Pentru 10% din locuitori nu este cunoscută apartenența etnică.